# Jane Avril
Jane Avril, ursprungligen Jeanne Louise Beaudon, född 9 juni 1868 i Paris, död där 17 januari 1943, var en fransk cancandansös som bland annat porträtterades i målningar, teckningar och grafiska tryck av Henri de Toulouse-Lautrec. Hon var extremt smal, och eftersom hon "utförde ryckiga rörelser och plötsliga vridningar" i sin danskonst fick hon smeknamnet La Mélinite, efter ett sprängämne.

## Biografi
Jane Avril föddes 1868 i Belleville i Paris tjugonde arrondissement (författaren Jose Shercliff som skrev en (mycket romantiserad) biografi om henne använde efternamnet "Richepin" i sin publikation). Hennes mor Léontine Clarisse Beaudon var en kurtisan som var känd som "La Belle Élise" och hennes far var en italiensk aristokrat vid namn Luigi de Font. Han lämnade modern när Avril var två år gammal.:16 Avril togs om hand av sina morföräldrar och växte upp på landsbygden, i Étampes, tills hennes mor tog henne tillbaka till Paris med avsikten att göra henne till sexarbetare.
Jane Avril levde i fattigdom och misshandlades av sin alkoholiserade mor. Hon rymde hemifrån som tonåring och lades så småningom in på La Salpêtrière-sjukhuset i december 1882, diagnosticerad med sjukdomen känd som danssjuka ("St Vitus' Dance"). Hon uppvisade symtom som inkluderade nervösa tics, ryckningar i armar och ben, samt rytmiska svängningar. Hon vårdades av doktor Jean Martin Charcot, experten på "kvinnlig hysteri", och fick olika typer av behandling. Hon hävdade i sin biografi att hon blev botad när hon upptäckte dansen på en Mardi Gras-bal på sjukhuset, där anställda och patienter deltog. En nutida biografi om henne hävdar att den här historien är osannolik, eftersom hon skrevs ut i juni 1884, månader innan något Mardi Gras-firande skulle äga rum.
Oavsett vilket införlivade hon några av elementen från sjukdomen i sin dansstil, men det är oklart om hon faktiskt var drabbad av sjukdomen, eller om det helt enkelt var en marknadsföringsstrategi. Nervösa tillstånd som hysteri var förknippade med elegans av dåtidens författare. Hon blev känd för sin ovanliga dansstil, hon beskrevs som "en orkidé i yra". Den belgiske författaren Frantz Jourdain beskrev henne: "denna utsökta varelse, nervös och neurotisk, en fängslande blomma av konstnärlig korruption och av sjuklig grace".
Jane Avril skrevs ut från sjukhuset. Efter en romans med en läkare som slutade dåligt övervägde Avril att begå självmord, men hon togs om hand av några prostituerade kvinnor i Latinkvarteren. Hon tog de arbeten som fanns tillgängliga för henne, t.ex. sekreterare åt Arsène Houssaye,:25 ryttare och akrobat på Hippodrome del'Alma och kassör vid Exposition Universelle 1889. På kvällarna skapade hon sig en karriär genom att dansa och uppträda på lokala danspalats och café-konserter. 1888 träffade hon författaren René Boylesve (1867–1926) som blev hennes älskare. Genom att använda artistnamnet Jane Avril, som en engelsk älskare föreslagit, byggde hon upp ett rykte om sig som så småningom gjorde att hon kunde försörja sig på heltid genom sin dans. Under denna tid blev hon känd under olika namn: La Mélinite, efter ett sprängämne, L'Etrange ("Den konstiga") och Jane la Folle ("Galna Jane").
Jane Avril blev anställd på nattklubben Moulin Rouge 1889, och inom några år var hon headliner på Jardin de Paris, en av de stora café-konserterna på Champs-Élysées. För att göra reklam för detta uppträdande gjorde Henri de Toulouse-Lautrec en affisch som höjde hennes ställning i underhållningsvärlden ytterligare. Cancan blev så populärt att Avril reste med en danstrupp för att uppträda i London 1896.
År 1895 lämnade Louise Weber Moulin Rouge. Hon var känd under sitt artistnamn La Goulue ("Frossaren") och var den mest kända dansaren i Paris. Jane Avril valdes att ersätta henne.
Avril var graciös, lågmäld och melankolisk och hennes stil var motsatsen till den stormiga La Goulue. Klubbens beskyddare älskade henne, och hon blev ett av de mest kända namnen i det parisiska nattlivet. En yngre dansare, May Milton, anlände till Paris 1895 och hon och Avril hade en kort men passionerad affär.
Jane Avril fick en son med en av sina tillfälliga bekanta och från år 1901 syntes hon i teaterroller t.ex. i Henrik Ibsens Peer Gynt, samt en teaterversion av Claudine i skolan av Colette.
År 1905 drog hon sig tillbaka från scenen och gifte sig 1911 med den franske konstnären Maurice Biais (1872–1926) som adopterade hennes son. De flyttade till ett hus i Jouy-en-Josas, i utkanten av Paris, nära Versailles. Biais hade dock en lungsjukdom och paret separerade på 1920-talet. Biais flyttade till södra Frankrike, där han dog.

### Död och eftermäle
Jane Avril försattes i konkurs efter depressionen och dog den 17 januari 1943 (74 år) bortglömd och fattig. Hon begravdes i familjen Biais grav på Père-Lachaise-kyrkogården i Paris.
Zsa Zsa Gabor spelade Jane Avril i filmen Målaren på Moulin Rouge (1952). Ett halvt sekel senare omtolkades denna halvt fiktionaliserade karaktär av Nicole Kidman i Moulin Rouge! (2001). Jane Avril är en av karaktärerna i Per Olov Enquists bok Boken om Blanche och Marie, som skildrar Marie "Blanche" Wittmans och Marie Curies liv.

## Galleri

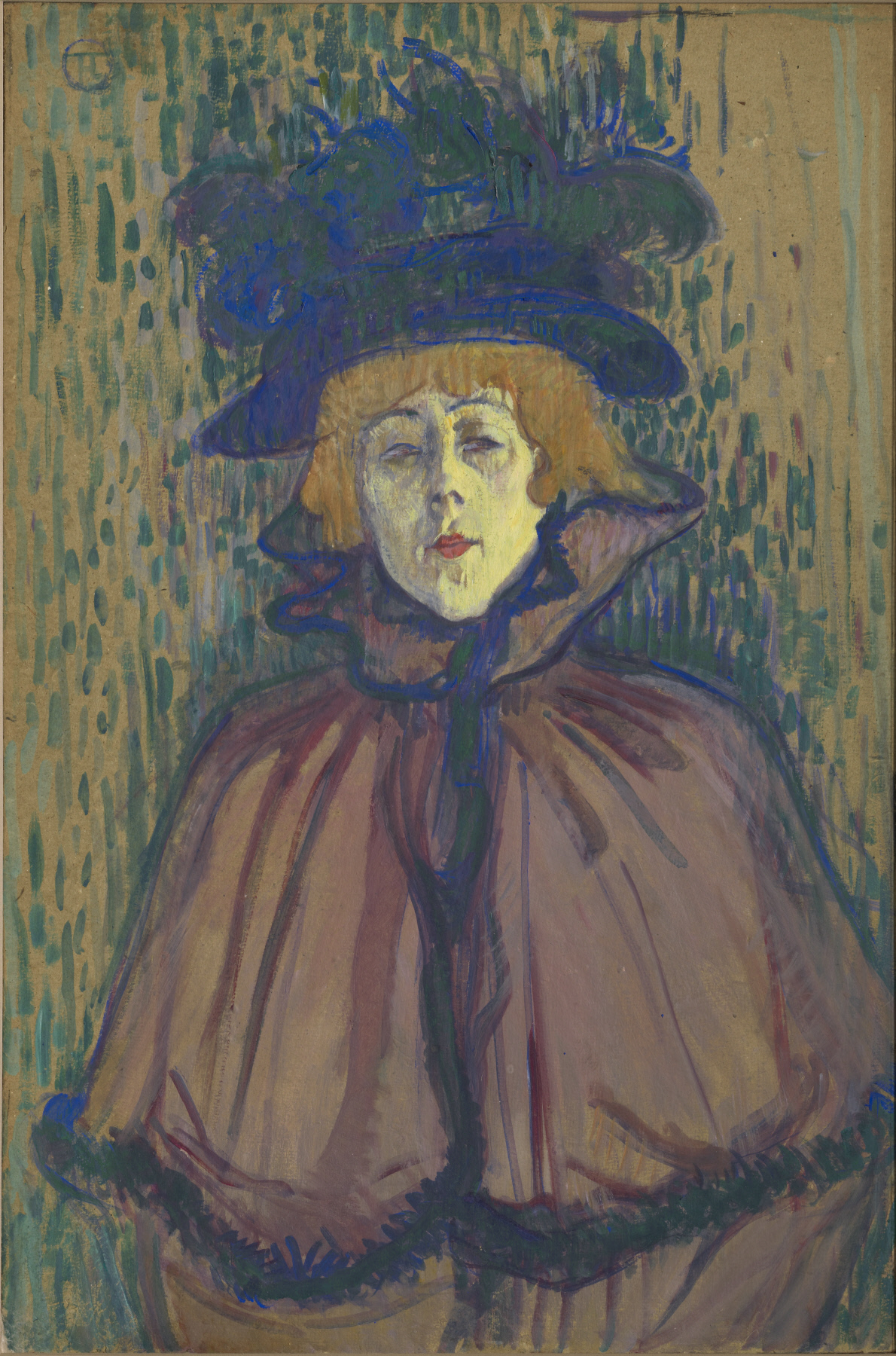
Jane Avril 1892, av Toulouse-Lautrec.
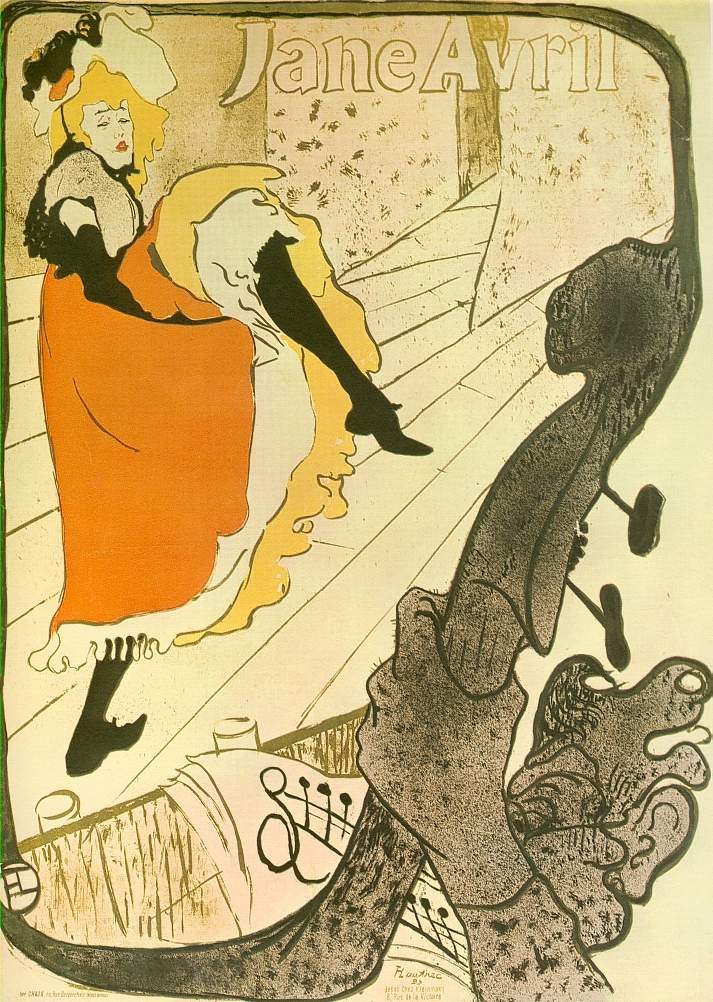
Jane Avril, affisch (litografi) från 1893, av Toulouse-Lautrec.
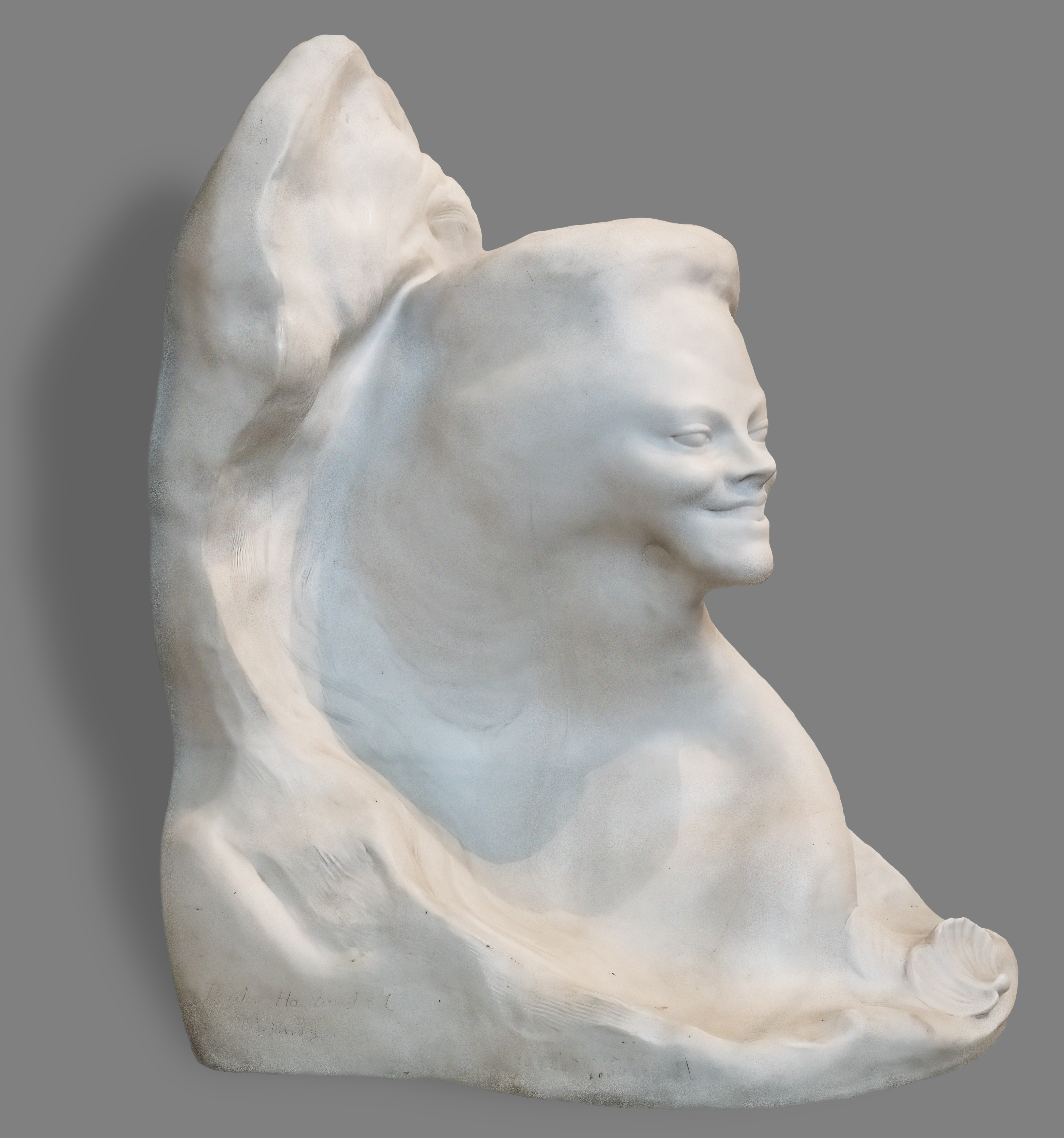
Byst av Jane Avril på en våg av Antoine Bourdelle.
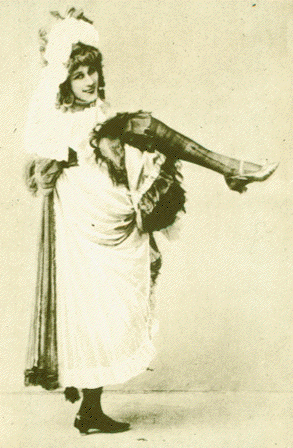
Jane Avril, 1893.

### Anteckningar
1. ↑  Maximillien de Lafayettes biografi om Jane Avril hävdar till och med att hennes mor fick dottern inlagd mot sin vilja och att doktorerna snart kunde konstatera att Jane var frisk